# メドウェイ (潜水母艦)
メドウェイ (HMS Medway) はイギリス海軍の潜水母艦。イギリス海軍で初めて潜水母艦として建造された艦であり、1920年代後半にバロー＝イン＝ファーネスのヴィッカース・アームストロング社で建造された。第二次世界大戦前は中国艦隊に配備されており、1940年はじめにはエジプトへ移動。1942年5月のガザラの戦い後のドイツ軍の進撃によりアレクサンドリアからの脱出が命じられ、6月末にレバノンへ向け出発。しかし、6月30日にドイツ潜水艦によって撃沈された。

## Description and construction
「メドウェイ」は平時にはオーディン級とパーシアン級潜水艦18隻までを、戦時にはそれに加えて3隻の潜水艦を支援するよう設計された。予備としてQF4インチ砲Mk IVを3基と、潜水艦への補給用の21インチ魚雷144本を搭載した。「メドウェイ」は予想されたよりトップヘビーではなく、満載時でも4.0ｍという高いメタセンタ高さがあった。建造時、ビルジキールは幅が305ｍｍしかなく、9秒間隔で42度ゆれてメイントップマストが失われた。そのため、すぐに幅が914mmに増やされた。
全長176.8m、全幅25.9m、吃水6.5mである。排水量は基準18362英トン、満載18362英トンである。乗員は400人で、他に1335人まで収容できる。
機関はMANディーゼルエンジン、出力8000馬力。2軸で速力はおよそ15ノットである。自艦用のディーゼル燃料810英トンに加え、潜水艦用に1880英トンを積載した。また、潜水艦のバッテリー充電用に560kWのディーゼル発電機を備えた。
兵装は4インチ単装砲2基と、Mk V 4インチ対空砲単装4基。後者は艦橋上の高角管制システムにより管制された。1374英トンの水ジャケットと一体化した対魚雷バルジにより防護されていた。艦中央部には38mmの水雷隔壁が13フィート内側にあり、水線上で外側に傾斜している。The main deck was 1.5 inches thick amdiships.
「メドウェイ」は1925/26年の海軍予算の一部で1926年9月14日に発注された。1927年4月にバロー＝イン＝ファーネスのヴィッカース・アームストロング社造船所で起工。1928年7月19日に進水し1929年7月3日に竣工した。

## 艦歴
第二次世界大戦前は「メドウェイ」は第4潜水隊支援として中国艦隊に配属されていた。1939年9月から1940年2月までシンガポールで修理を実施。その完了後香港へ移動。そこにとどまり、4月2日にアレクサンドリアへ向け出発した。5月3日にアレクサンドリアに到着、地中海東部で活動する第1潜水隊の支援に当たった。
1942年6月、進撃してくるドイツ軍の手に落ちるのを防ぐために港湾施設破壊の準備をする中、地中海艦隊司令長官ヘンリー・ハーウッド中将は、必要ではない船のアレクサンドリアからの退避を命じた。「メドウェイ」はベイルートへの新たな基地建設のため物資や人員1135名を乗せて、6月29日に「ベイルート」へ向け出発。「メドウェイ」および同行するギリシャ船「コリンティア」の護衛は、軽巡洋艦「ダイドー」、駆逐艦「シーク」、「ズールー」、「ヒーロー」、「エクスモア」、「アルデンハム」、「クルーム」、「テトコット」であった。翌日、ポートサイド沖でドイツ潜水艦「U372」より発射された2本の魚雷により「メドウェイ」は撃沈され、30名が死亡した。後日、イギリスは残骸を引き上げて「メドウェイ」が搭載していた予備魚雷90本のうち47本を回収した。